# آرثر سيبريان هاربر
آرثر سيبريان هاربر هو سياسي أمريكي، ولد في ديسمبر 1866 في كولومبوس في الولايات المتحدة، وتوفي في 25 ديسمبر 1948 في بالمديل في الولايات المتحدة. نشط حزبياً في الحزب الديمقراطي. وقد انتخب عمدة لوس أنجلوس ‏.